# جاندورا
جاندورا (به لاتین: Jandura) یک منطقهٔ مسکونی در سری‌لانکا است که در استان جنوبی (سری‌لانکا) واقع شده‌است.